# Anlhiac
Anlhiac (okzitanisch Anlhac) ist ein Ort und eine aus mehreren Weilern (hameaux) und Einzelgehöften bestehende Gemeinde mit 266 Einwohnern (Stand: 1. Januar 2022) im  südfranzösischen Département Dordogne in der Region Nouvelle-Aquitaine.

## Lage
Anlhiac liegt gut 44 km (Fahrtstrecke) nordöstlich von Périgueux bzw. gut 46 km nordwestlich von Brive-la-Gaillarde in der historischen Provinz Périgord in einer Höhe von ca. 235 m ü. d. M. Das Klima ist gemäßigt und wird gleichermaßen vom Atlantik und von den Bergen des Zentralmassivs beeinflusst.

## Bevölkerungsentwicklung
| Jahr      | 1800 | 1851 | 1901 | 1954 | 1999 | 2017 |
| Einwohner | 700  | 857  | 718  | 415  | 300  | 275  |

Der kontinuierliche Bevölkerungsrückgang seit der zweiten Hälfte des 19. Jahrhunderts ist im Wesentlichen auf die Reblauskrise im Weinbau und die zunehmende Mechanisierung der Landwirtschaft sowie den jeweils damit einhergehenden Verlust an Arbeitsplätzen zurückzuführen.

## Wirtschaft
Der Ort und seine Umgebung waren jahrhundertelang landwirtschaftlich geprägt; die meisten Menschen lebten als Selbstversorger von den Erträgen ihrer Felder und Gärten; auch Viehzucht und Weinbau wurden betrieben. Im Ort selbst ließen sich Handwerker, Kleinhändler und Dienstleister aller Art nieder. Seit den 1960er Jahren spielt der Tourismus in Form der Vermietung von Ferienwohnungen (gîtes) eine nicht unbedeutende Rolle im Wirtschaftsleben der Gemeinde.

## Geschichte
Die erste Erwähnung des alten Ortsnamens Ulhac stammt aus dem Jahr 1365; im Jahr 1446 erscheint erstmals der Name Anlhacum.

## Sehenswürdigkeiten

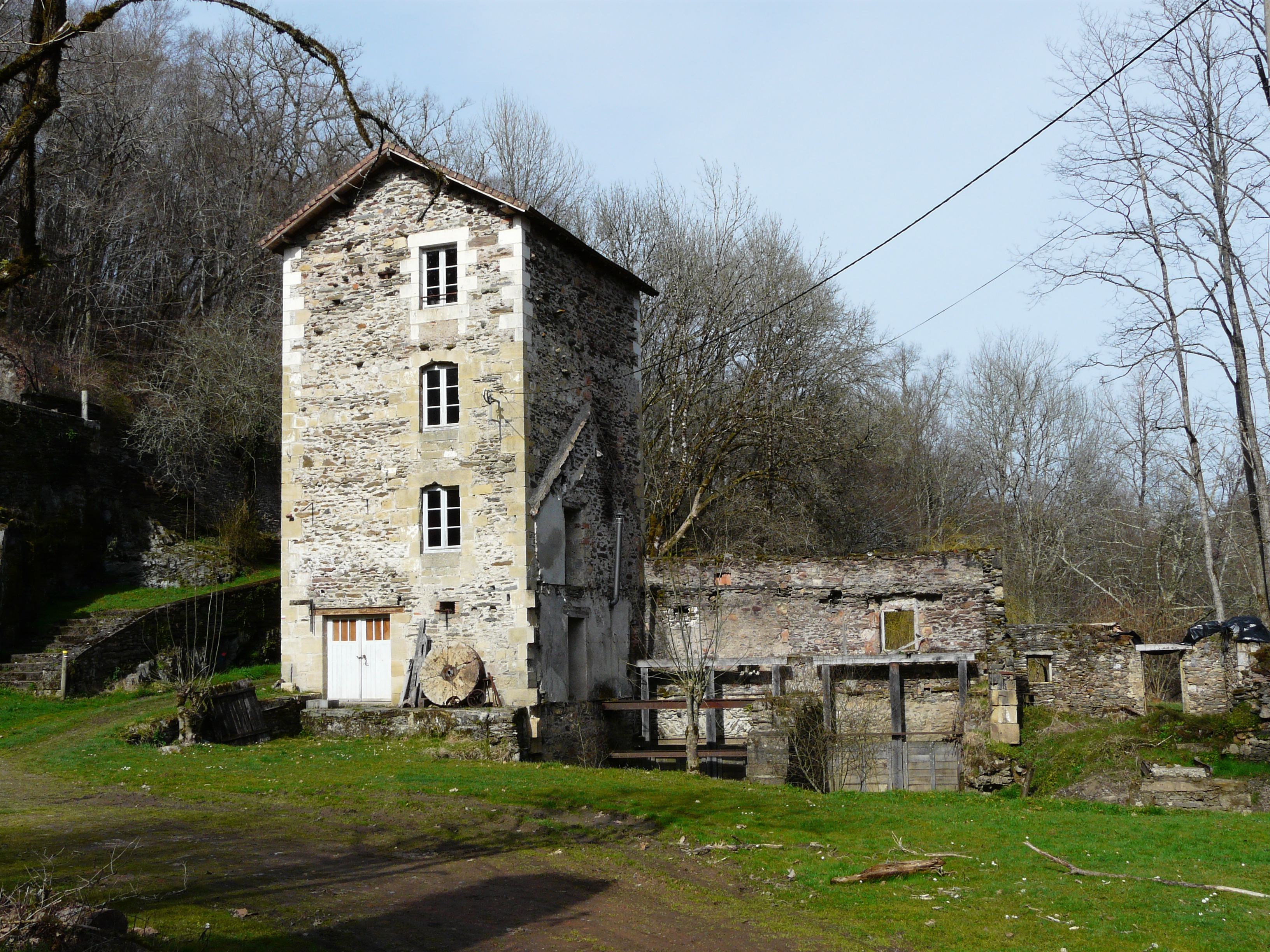
Moulin de Guimalet

- Die Pfarrkirche Saint-Pierre-aux-liens entstand im 12. Jahrhundert, doch nur die romanische Apsis ist original erhalten. Der Rest des Bauwerks scheint im 16./17. Jahrhundert in einfachen Formen neu gearbeitet worden zu sein. Die schmucklose Fassade wird von hohen Strebepfeilern an den Seiten begrenzt und von einem dreigeteilten Glockengiebel überhöht.
- Das Château d’Anlhiac ist ein Bau des 16. Jahrhunderts mit späteren Umbauten und Erweiterungen. Es steht auf einem Geländevorsprung und ist bereits von Weitem zu sehen. Es befindet sich in Privatbesitz, kann aber für Veranstaltungen gemietet werden.

Umgebung
- Die im 19. Jahrhundert erbaute Mühle von Guimalet steht knapp 2 km südöstlich am Ufer der Auvézère; sie befindet sich in einem beinahe ruinösen Zustand.